# شمس أباد دو (مقاطعة فهرج)
شمس أباد دو (بالإنجليزية: Shamsabad-e Do)‏ هي مستوطنة تقع في كرمان في إيران.